# 우찬성
우찬성(右贊成)은 종1품 숭정대부와 숭록대부에 해당되는 조선 시대의 관직이다. 의정부에 속했으며, 좌찬성과 함께 두 찬성 가운데 하나로 영의정, 좌의정, 우의정을 보좌하였다. 일반적으로는 육조 판서였던 사람이 승진하여 우의정이나 좌의정이 되기 전에, 이 직위를 거쳐 좌찬성에 임명되었다. 정원은 1명이었다. 증직으로는 왕자군의 장인에게 우찬성을 내리는 것이 상례였다. 이재(二宰) 또는 이상(貳相)이라 불렀는데 이상이란 명칭은 우찬성만 뜻하는 명칭일 때도 있었다.

## 같이 보기
- 좌찬성
- 좌의정
- 우의정
- 영의정